# Joop Voorn
Joop Voorn (* 16. Oktober 1932 in Den Haag/Provinz Zuid-Holland; † 11. Juli 2021 in Tilburg/Provinz Noord-Brabant) war ein niederländischer Komponist und Musikpädagoge sowie römisch-katholischer Theologe.

## Leben
Voorn sang in seiner Kindheit im Parochialknabenchor Ex ore Infantium. Er erhielt Klavierunterricht und studierte von 1946 bis 1951 Klavier, Orgel und Harmonielehre bei Jean Claessens. Von 1952 bis 1966 studierte er Philosophie und katholische Theologie u. a. in Rom und nahm dort Unterricht in Kontrapunkt am Istituto Pontificio di Musica Sacra bei Edgardo Carducci. 1966 promovierte er in Theologie bei Edward Schillebeeckx in Nijmegen mit der Arbeit Wet en Evangelie in de Theologische Ethik van Helmut Thielicke (dt. Gesetz und Evangelium in Helmut Thielickes Theologischer Ethik).
Ab 1966 studierte er am Brabants Conservatorium in Tilburg Komposition und Musiktheorie bei Jan van Dijk (Diplom 1969) und Klavier bei Polo de Haas (Diplom 1971). 1975 erhielt er den Kompositionspreis des Konservatoriums. Von 1969 bis 1995 unterrichtete er am Konservatorium Musikanalyse und Kontrapunkt, daneben auch Musikgeschichte und Musik des 20. Jahrhunderts. In den 1990er Jahren studierte er schließlich Malerei an der Academie Arendonk. Das Studium schloss er 1998 mit Auszeichnung ab.
Seit den 1960er Jahren war Voorn auch als Komponist aktiv. Er komponierte u. a. Chorwerke a cappella und mit Instrumentalbegleitung, Werke für Orchester und Ensembles, Kammermusik und Lieder.

## Werke
- Psalmus CXIV: In exitu für Kinderchor und Orchester, 1968
- Drie Lucebert liederen für Sopran und Klavier, 1969
- Ludi ed interludi für Klavier, 1970
- Drie Vroman liederen für Bariton und Klavier, 1970
- Strijkkwartet 2, 1970, 1980
- Twee koren: op Italiaanse tekst für dreistimmigen gemischten Chor a cappella, 1971
- Trio Nakupenda für Flöte, Violine und Viola, 1971
- Sucevita chorals für zwei Oboen, zwei Klarinette, Bassklarinette und Fagott, 1972
- Soft music for Angela für Flöte solo, 1973
- `Immobile, music for Tutankhamun für großes Orchester, 1973
- Three songs for the Lady Pan für gemischten Chor, 1974
- Trio für Oboe, Klarinette und Fagott, 1975
- Petit concert de printemps für Flöte und Streichorchester, 1975
- Kwintet : (preludium en fuga) für Klavier, Oboe, Klarinette, Horn und Fagott, 1976
- Speaking of Siva für Chor und Kammerorchester, 1977, 2005
- Divertimento für vier Flöten, 1978
- Printemps et automne für vierstimmigen gemischten Chor (Text von Auguste de Villiers de L'Isle-Adam), 1979
- Drie stukken voor engelse hoorn, 1979
- Song of Enitharmon für gemischten Chor und Orchester, 1979–80
- Printemps et automne für vierstimmigen gemischten Chor (Text von Pierre Quillard), 1980
- Symfonie voor Gemert für Harmonieorchester, 1980–81
- Symfonie für großes Bläserensemble, 1981
- Perceval et Blanchfleur: op twee fragmenten uit "Le roman de Perceval ou Le conte du Graal" van Chrétien de Troyes für Tenor und Kammerensemble, 1982
- Kwartet für zwei Klarinetten, Alt- und Bassklarinette, 1983
- Sonate für Saxophon und Klavier, 1983–84
- Vijf schetsen für zwei Gitarren, 1984
- Schrijdende für elektronische Orgel, Oboe, Klarinette, Horn und Fagott, 1985
- Pianotrio, 1985
- Serenade für Fagott und Klavier, 1985–86, 1990
- Petit concert d'automne für Saxophon und Streichorchester, 1989
- Zeven liederen op gedichten van Christian Morgenstern, für Sopran und Altleier oder Klavier, 1990
- The sun dances für Orchester, 1990
- Lofsang van Braband für gemischten Chor und Bläserquintett, 1996
- De meyskens van de courtosye für gemischten Chor und Bläserquintett, 1996
- Sonate für Cello und Klavier, 1998
- Meet me in the green glen für Stimme und Klavier, 1999
- At the mid hour of night für Stimme und Klavier, 1999
- Three English Songs für Bariton und Klavier, 2000
- Lord White as Jasmine für Frauenchor, 2002
- Ich bin so jung für zwei Solostimmen, zweistimmigen Chor und Instrumentalensemble, 2008
- Beauteous für Männerquartett, 2010
- Vues des anges für Stimme und Instrument, 2011
- Schweigsamer Tod für Sopran, Bariton, gemischten Chor und großes Ensemble, 2011